# Pauli István
Pauli István más forrásokban Pável István (szlovénül Števan Pauli v. Pavel) (Belatinc, 1760. július 13. – Szombathely, 1829. január 29.) magyarországi szlovén római katolikus pap. Ő az egyik feltételezett szerzője az ún. perestói énekeskönyv-nek Kousz György mellett.

## Élete
Zala vármegyében született, Pauli (Pável) Márk és Gyrék Katalin gyermekeként. Teológiát Pozsonyban tanult és 1789-ben felszentelték. Egy évig a szombathelyi papi házban tartózkodott, 1790. február 27-én Pertocsára (ma Perestó) küldték káplánnak. Hét évi kápláni szolgálat után 1797-ben lett plébános.

1822. október 1-jén lemondott a plébániáról és egy évig nyugdíjazva élt tovább a faluban. 1823-ban Szombathelyre költözött, ahol meghalt.
A perestói énekeskönyv 1800 körül keletkezhetett, mintegy 258 éneket tartalmaz. Sem Kousznak, sem Paulinak nem maradtak fenn további szerzeményei.